# Chrzelice

Nieoficjalny herb wsi Chrzelice

Chrzelice (dodatkowa nazwa w j. niem. Schelitz, cz. Chřelice) – wieś w Polsce, położona w województwie opolskim, w powiecie prudnickim, w gminie Biała. Historycznie leży na Górnym Śląsku, na ziemi prudnickiej. Położona jest na pograniczu Równiny Niemodlińskiej i Kotliny Raciborskiej, będących częścią Niziny Śląskiej. Przepływa przez nią rzeka Biała.
W latach 1975–1998 miejscowość należała administracyjnie do ówczesnego województwa opolskiego.
Według danych na 2011 wieś była zamieszkana przez 637 osób.
Nieoficjalnymi częściami wsi są Przedzamcze, Zidlungi, Stawiska, Słoneczno, Kochalisko i Sicie. Do wsi należą również osady leśne Śródlesie (SIMC 0491200), Śródlesie (SIMC 0491216) i Jeleni Dwór.

## Geografia

### Położenie
Wieś jest położona w południowo-zachodniej Polsce, w województwie opolskim, około 16 km od granicy z Czechami, na pograniczu Równiny Niemodlińskiej i Kotliny Raciborskiej, tuż przy granicy gminy Biała z gminą Strzeleczki. Należy do Euroregionu Pradziad. Leży w międzyrzeczu Rzymkowskiego Rowu i rzeki Biała (lewy dopływ Osobłogi). Jej podstawową funkcją jest rolnictwo. Na północnych krańcach jej gruntów zaczyna się największy kompleks leśny w zachodniej części górnej Odry – „Bory Niemodlińskie”, położony w granicach chronionego krajobrazu. Tam też znajdują się rezerwaty przyrody – „Jeleni Dwór” i „Blok”. W rejonie Chrzelic zlokalizowane są największe torfowiska Wysoczyzny Niemodlińskiej. Trzecia co do wielkości osada gminy.

### Środowisko naturalne
W Chrzelicach panuje klimat umiarkowany ciepły. Średnia temperatura roczna wynosi +8,4 °C. Duże zróżnicowanie dotyczy termicznych pór roku. Średnie roczne opady atmosferyczne w rejonie Chrzelic wynoszą 608 mm. Dominują wiatry zachodnie.

### Integralne części wsi
| SIMC    | Nazwa       | Rodzaj      |
| ------- | ----------- | ----------- |
| 0491191 | Jeleni Dwór | osada leśna |
| 0491200 | Śródlesie   | osada leśna |
| 0491216 | Śródlesie   | osada leśna |

## Nazwa
Etymologia nazwy wsi jest trudna do ustalenia. Istnieje kilka wersji jej pochodzenia. Trzy z nich to tzw. wersje ludowe lub potoczne (nienaukowa etymologia oparta na przypadkowym podobieństwie brzmienia wyrazów, nadająca im uzasadnienie błędne z punktu widzenia naukowego), znane dzięki przekazom i wspomnieniom starych mieszkańców Chrzelic.
Według ustaleń językoznawców (por. S. Rospond, H. Borek) nazwa wsi wywodzi się od nazwy pierwotnej Chorzelice – od nazwy osiedla Chorzela, Chorzelice, Chorzelów, Chorzele, np. z Chrzelic – z Rzelycz? lub ze skrócenia tej nazwy na Chrzelice.
Jednakże biorąc pod uwagę, że nazwa wsi zalicza się do nazw patronimicznych (łac. patronimicum – imię rodowe) bardziej prawdopodobne jest pochodzeniem nazwy wsi od nazwiska (Chrzel-, Chrzela-, Chrziel-/Krzela-) jej pierwotnego założyciela lub właściciela, ewentualnie od nazwy innych miejscowości w Czechach założonych przez członków tego rodu, skąd któryś z nich przeniósł się w nasze strony zakładając tu osadę.
Za taką wersją przemawia fakt występowania takiego nazwiska i podobnych nazw wsi w pobliskich rejonach Czech:
- Křelovice, 12 km od Pelhřimova (Johan de Chrzielowicz 1411, Johannis dicti Hrzielowiecz de Hrzelowicz 1412, Wenceslai de Chrzelowicz 1414),
- Chrlice lokowanej w Czechach w odległości ok. 8 km od Brna (Kirlitz 1320, Kirlicz 1388, Chirlicz 1389, w Chrliczich 1452), także inaczej „dwór w lesie”.
- Křelina, Křelovice (pierwotnie Chřel; Chrzel 1351, Chrzelonis, Chrzelice, Krzelów, Hrelići) Křelovice, Křelowitz (pierwotnie Chřelovice) ok. 8 km od Bezdružic (Krzelowicz 1379, Crzelowycz 1390, Chrelovice 1483, Chrzelowicze 1540, Krzielowicze 1566).

Nazwa wsi od wieków zmieniła się bardzo nieznacznie, nie licząc okresu, gdy została zniemczona (Chrzelicz 1316, Chrzelicz 1388, Chrzelicz 1430, zu Chrzelicz 1443, Chrzelitze 1531, Krzelicz 1564, Krzelicz 1566, Chrzelicz, Chrzeliczen 1571, ex pago Chrzelice 1679, Chrzelitz 1736, z Chrzelic, Chrzelitz 1743, Chrzeliz 1784, z Krzeliz 1791, na Krzelitz 1794 / 1795, Chrzelitz, Chrzelice 1845, Schelitz/Chrzelitze zamiennie od XIX wieku do 1945 r., Chrzelice od 1945. W gwarze Kšielice, w pisowni kiedyś często Krzelice). Niemiecka urzędowa nazwa Chrzelic – Schelitz do powszechnego użytku weszła dopiero w połowie XIX wieku.
Topograficzny opis Górnego Śląska z 1865 roku notuje wieś pod obecnie stosowaną, polską nazwą Chrzelice, a także niemiecką Chrzelitz we fragmencie: „Chrzelitz (1531 Chrzelitze, polnisch Chrzelice)”.
Obecna nazwa została administracyjnie zatwierdzona 12 listopada 1946.
W gwarach prudnickich nazwa miejscowości występuje jako Chrzelicy lub Krzelicy (odmiana: dzie miyszkył? w Chrzelicach, w Krzelicach; jadã na Chrzelicy, do Chrzelic, na Krzelicy, do Krzelic; miyndzy Prudnikã, a Chrzelicōma).

## Historia

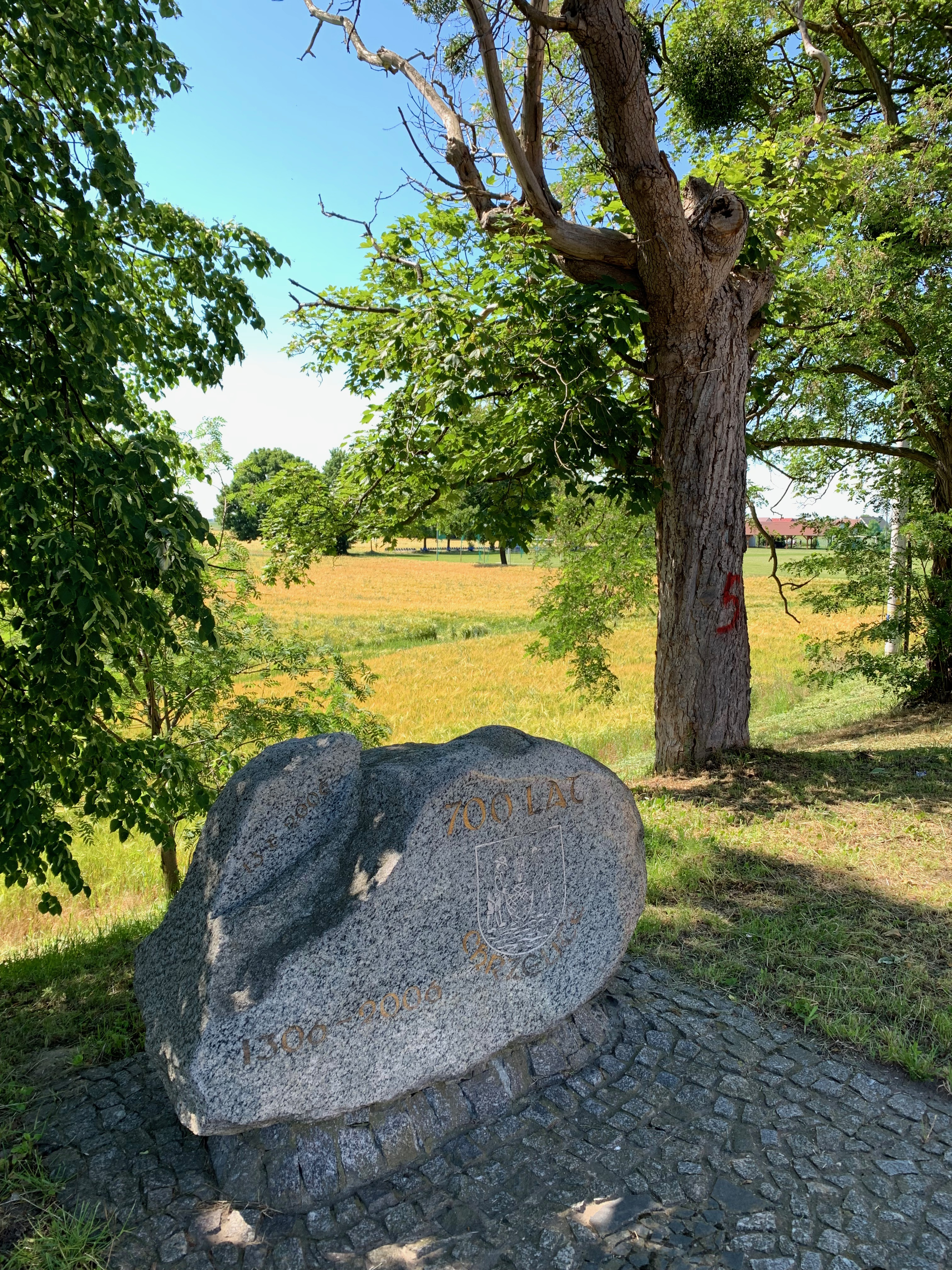
Głaz upamiętniający 700-lecie Chrzelic (1306–2006)

Na zachód od wsi, przy polnej drodze do Pogórza, na lekko wyniesionej płaszczyźnie znajduje się rozległe grodzisko datowane na VIII lub IX wiek. Było ono zapewne jednym z grodów obronnych Opolan. Według legendy, około 863 roku w okolicy dzisiejszych Chrzelic działalność misyjną prowadzić mieli święci bracia Cyryl i Metody, na zlecenie księcia wielkomorawskiego Rościsława.
Wieś została założona pod koniec XIII wieku. Do dziś zachowała historyczny układ przestrzenny. Pierwsza wzmianka o Chrzelicach pochodzi z 6 stycznia 1306, kiedy jako świadek wydania dokumentu występuje w nim Dzierżko z Chrzelic. Wieś była własnością zakonu Templariuszy. Następnie miejscowość wspomina dokument księcia Wacława niemodlińskiego z lutego 1369. Murowany zamek w Chrzelicach po raz pierwszy wzmiankowany był w 1380 przy okazji transakcji między Henrykiem niemodlińskim i Peterem Heidenreichem dotyczącej ziemi w pobliżu kościoła w Starym Mieście koło Białej. Jako odpowiedzialnych za zbudowanie zamku w Chrzelicach wskazuje się Joannitów lub władców z Niemodlina.
W okresie wojen husyckich (1428–1434) Chrzelice zostały przez Husytów wytrzebione i mocno zniszczone. W 1430 o wsi wspomina dokument księcia prudnicko-głogóweckiego Bolka V. W XV wieku Chrzelice były uznawane za jedną z najsilniejszych twierdz w regionie – zaraz po Niemodlinie.

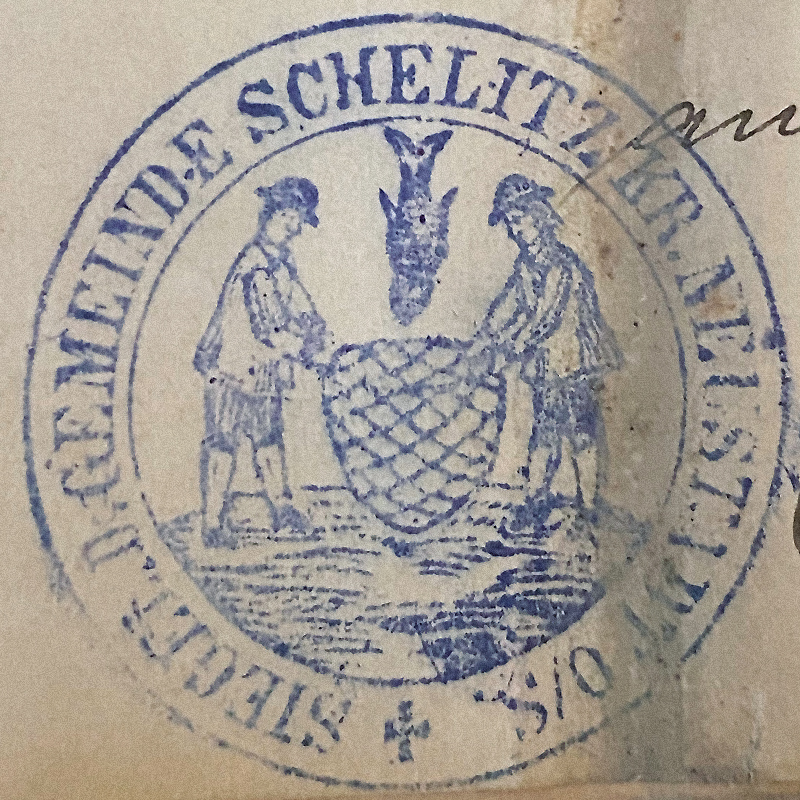
Pieczęć Chrzelic (1902)

W 1538 starostą chrzelickim został Heinrich Pogrell von Jägel z Pogorzeli koło Brzegu. Od 1578 Chrzelice były własnością rodziny Prószkowskich (właściciele Prószkowa i Białej), a następnie Ditrichsteinów z Mikulova. Do 1742 wieś należała do powiatu sądowego głogóweckiego w Monarchii Habsburgów. Po I wojnie śląskiej znalazła się w granicach Królestwa Prus i weszła w skład powiatu prudnickiego w prowincji Śląsk. W 1774 w Chrzelicach wzniesiono charakterystyczną dla ziemi prudnickiej kapliczkę-dzwonnicę. W 1783 król Prus Fryderyk II Wielki zakupił Chrzelice wraz z 11 okolicznymi wsiami i miastem Strzeleczki. Odtąd wieś stanowiła posiadłość królewską, oddawaną w zarząd dzierżawcom. Przez ponad 100 lat wsią opiekowali się przedstawiciele rodziny Hellerów. Jednym z nich był Aleksander Heller (od 1855 pisarz państwowy w Prudniku), który w połowie XIX wieku rozsławił Chrzelice na całą Europę dzięki hodowli koni i owiec. Wieś posiadała swoją własną pieczęć, która przedstawiała w polu dwóch rybaków pochylających się nad koszem z rybami, nad koszem ryba, a w otoku napis: SIEGEL D. GEMEINDE SCHELITZ KR. NEUSTADT O/S. (pol. Gmina Chrzelice, Powiat Prudnicki, Górny Śląsk). 22 października 1848, w okresie Wiosny Ludów, grupa mieszkańców okolicznych wsi wybiła szyby w oknach gmachu nadleśnictwa w Chrzelicach i groziła pobiciem nadleśniczego, uważanego za „sprawcę chłopskiej krzywdy”.

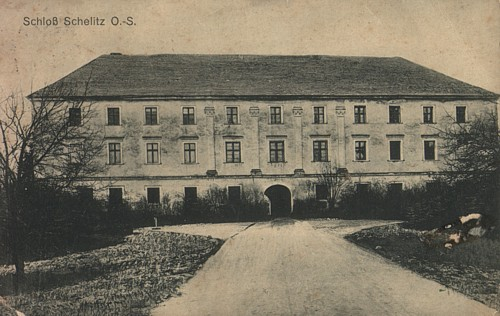
Zamek w Chrzelicach w 1925

Według spisu ludności z 1 grudnia 1910, na 1015 mieszkańców Chrzelic 135 posługiwało się językiem niemieckim, 851 językiem polskim, 1 innym językiem, a 28 było dwujęzycznych. Pod koniec 1920 roku wygasła dzierżawa Hellerów. W latach 1921–1938 właścicielem dóbr była Pruska Izba Skarbowa, od której dalszą dzierżawę otrzymali na przemian Aleksander Seydel i Margarette Bannert z domu Deloh.

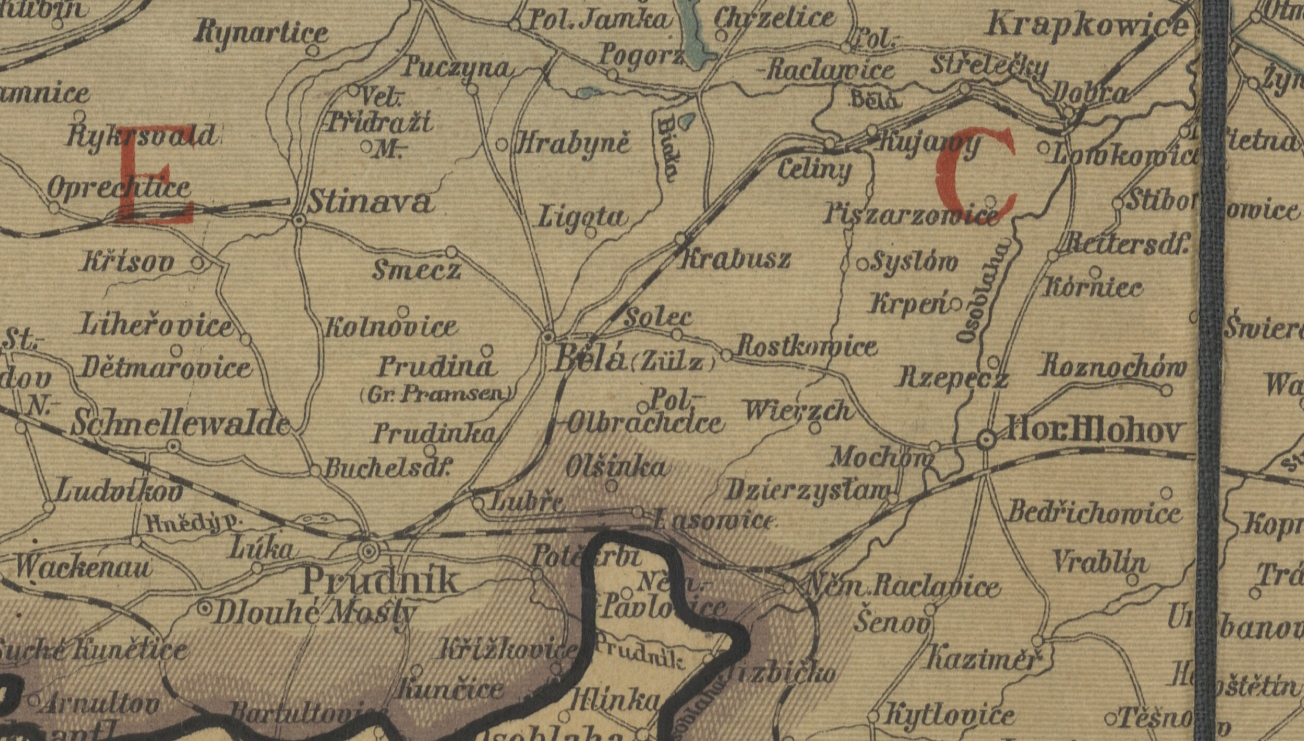
Chrzelice wśród miejscowości ziemi prudnickiej na czeskiej mapie z 1922

W 1921 w zasięgu plebiscytu na Górnym Śląsku znalazła się tylko część powiatu prudnickiego. Chrzelice znalazły się po stronie wschodniej, w obszarze objętym plebiscytem, w obwodzie nr 9 powiatu prudnickiego. Do głosowania uprawnionych było w Chrzelicach 820 osób, z czego 512, ok. 62,4%, stanowili mieszkańcy (w tym 482, ok. 94% całości, mieszkańcy urodzeni w miejscowości). Oddano 810 głosów (ok. 98,8% uprawnionych), w tym 809 ważnych; za Niemcami głosowało 777 osób (ok. 96%), a za Polską 32 osoby (ok. 4%).

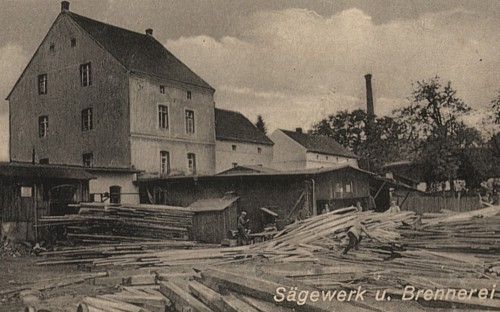
Tartak i młyn

W czasie II wojny światowej w Smolarni, Chrzelicach i Łączniku utworzono podobóz Stalag VIII B/E31 obozu jenieckiego w Łambinowicach dla jeńców z imperium brytyjskiego. W marcu 1945 wieś była jedną z miejscowości powiatu prudnickiego, które zostały przystosowane przez Niemców do obrony przed Armią Czerwoną. Została ona otoczona rowem. Zajęli ją zmierzający do Prudnika żołnierze 1 Frontu Ukraińskiego. Po zajęciu wsi przez Armię Czerwoną, w okresie od końca marca do początków kwietnia 1945 na zamku w Chrzelicach urzędował sztab łączności wojsk radzieckich. Po zakończeniu wojny wieś została przejęta przez administrację polską. Po wojnie w Chrzelicach pozostała znaczna ludność autochtoniczna – Niemcy oraz Ślązacy posługujący się charakterystyczną odmianą etnolektu śląskiego zwaną „mową chrzelicką” (gwary prudnickie).

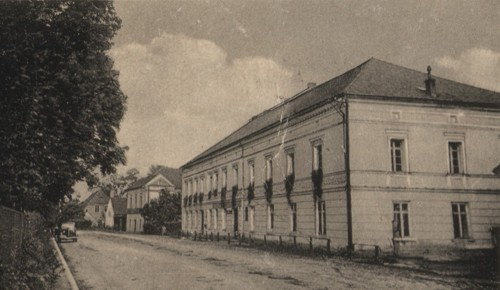
Karczma u Schegi (Augustyna)

W latach 1945–1950 Chrzelice należały do województwa śląskiego, a od 1950 do województwa opolskiego. W latach 1945–1954 wieś należała do gminy Łącznik, w latach 1954–1972 do gromady Łącznik, a w latach 1954–1972 do gminy Łącznik. Podlegała urzędowi pocztowemu w Kujawach.
W latach 70. XX wieku władze Polskiej Rzeczypospolitej Ludowej wyznaczyły Chrzelice (na granicy gruntów z lasem) jako lokalizację dla centrum nadawczego, które miało swoim zasięgiem objąć całe województwo opolskie. Budowa została zakończona w 1978. 11 stycznia 1979 została oddana do użytku stacja radiowo-telewizyjna RTCN Chrzelice z masztem o wysokości 221 m (najwyższy maszt antenowy w województwie opolskim).
Od 1970 Rajmund Murlowski założył w Chrzelicach unikalną na skalę krajową Sekcję Monocyklistów, która była pierwszą grupą na świecie uprawiającą grę w piłkę ręczną na monocyklach. W 2003 Chrzelice przystąpiły do Programu Odnowy Wsi Opolskiej. Z okazji Obchodów 700-rocznicy powstania wsi corocznie w sierpniu od 2006 odbywają się Dni Chrzelic. W ramach projektu Kultura 2.0 Alka Tarkowskiego i Mirosława Filiciaka w dniach 12–16 sierpnia 2010 w Chrzelicach odbył się pierwszy w Polsce medialab.

### Przynależność państwowa i administracyjna
| Okres     |                                                                                | Państwo                           | Zwierzchnictwo                    | Jednostka administracyjna                                                |
| --------- | ------------------------------------------------------------------------------ | --------------------------------- | --------------------------------- | ------------------------------------------------------------------------ |
| 1306–1313 |                                                                                | Księstwo opolskie                 | Księstwo opolskie                 |                                                                          |
| 1313–1382 |                                                                                | Księstwo niemodlińskie            | Księstwo niemodlińskie            |                                                                          |
| 1382–1424 |                                                                                | Księstwo niemodlińsko-strzeleckie | Księstwo niemodlińsko-strzeleckie |                                                                          |
| 1424–1460 |                                                                                | Księstwo głogówecko-prudnickie    | Księstwo głogówecko-prudnickie    |                                                                          |
| 1460–1521 |                                                                                | Księstwo opolskie                 | Księstwo opolskie                 |                                                                          |
| 1521–1532 |                                                                                | Księstwo opolsko-raciborskie      | Księstwo opolsko-raciborskie      | księstwo opolskie                                                        |
| 1532–1742 | Monarchia Habsburgów                                                           | Monarchia Habsburgów              | Święte Cesarstwo Rzymskie         | księstwo opolsko-raciborskie, powiat sądowy głogówecki                   |
| 1742–1806 |                                                                                | Królestwo Prus                    | Święte Cesarstwo Rzymskie         | kamera wrocławska, departament wrocławski, powiat prudnicki              |
| 1806–1815 |                                                                                | Królestwo Prus                    | Królestwo Prus                    | kamera wrocławska, departament wrocławski, powiat prudnicki              |
| 1815–1871 | prowincja Śląsk, rejencja opolska, powiat prudnicki                            | Królestwo Prus                    | Królestwo Prus                    |                                                                          |
| 1871–1918 | Cesarstwo Niemieckie                                                           | Cesarstwo Niemieckie              | Cesarstwo Niemieckie              | Królestwo Prus, prowincja Śląsk, rejencja opolska, powiat prudnicki      |
| 1918–1919 |                                                                                | Republika Weimarska               | Republika Weimarska               | Wolne Państwo Prusy, prowincja Śląsk, rejencja opolska, powiat prudnicki |
| 1919–1933 | Wolne Państwo Prusy, prowincja Górny Śląsk, rejencja opolska, powiat prudnicki | Republika Weimarska               | Republika Weimarska               |                                                                          |
| 1933–1938 | Wolne Państwo Prusy, prowincja Górny Śląsk, rejencja opolska, powiat prudnicki | III Rzesza                        | III Rzesza                        | III Rzesza                                                               |
| 1938–1941 | Wolne Państwo Prusy, prowincja Śląsk, rejencja opolska, powiat prudnicki       | III Rzesza                        | III Rzesza                        | III Rzesza                                                               |
| 1941–1945 | Wolne Państwo Prusy, prowincja Górny Śląsk, rejencja opolska, powiat prudnicki | III Rzesza                        | III Rzesza                        | III Rzesza                                                               |
| 1945–1946 |                                                                                | Rzeczpospolita Polska             | Rzeczpospolita Polska             | Okręg I (Śląsk Opolski)                                                  |
| 1946–1950 | województwo śląskie, powiat prudnicki, gmina Łącznik                           | Rzeczpospolita Polska             | Rzeczpospolita Polska             |                                                                          |
| 1950–1952 | województwo opolskie, powiat prudnicki, gmina Łącznik                          | Rzeczpospolita Polska             | Rzeczpospolita Polska             |                                                                          |
| 1952–1954 | województwo opolskie, powiat prudnicki, gmina Łącznik                          |                                   | Polska Rzeczpospolita Ludowa      | Polska Rzeczpospolita Ludowa                                             |
| 1954–1973 | województwo opolskie, powiat prudnicki, gromada Łącznik                        |                                   | Polska Rzeczpospolita Ludowa      | Polska Rzeczpospolita Ludowa                                             |
| 1973–1975 | województwo opolskie, powiat prudnicki, gmina Łącznik                          |                                   | Polska Rzeczpospolita Ludowa      | Polska Rzeczpospolita Ludowa                                             |
| 1975–1989 | województwo opolskie, gmina Biała                                              |                                   | Polska Rzeczpospolita Ludowa      | Polska Rzeczpospolita Ludowa                                             |
| 1989–1998 | województwo opolskie, gmina Biała                                              | Polska                            | Rzeczpospolita Polska             | Rzeczpospolita Polska                                                    |
| od 1999   | województwo opolskie, powiat prudnicki, gmina Biała                            | Polska                            | Rzeczpospolita Polska             | Rzeczpospolita Polska                                                    |

## Mieszkańcy

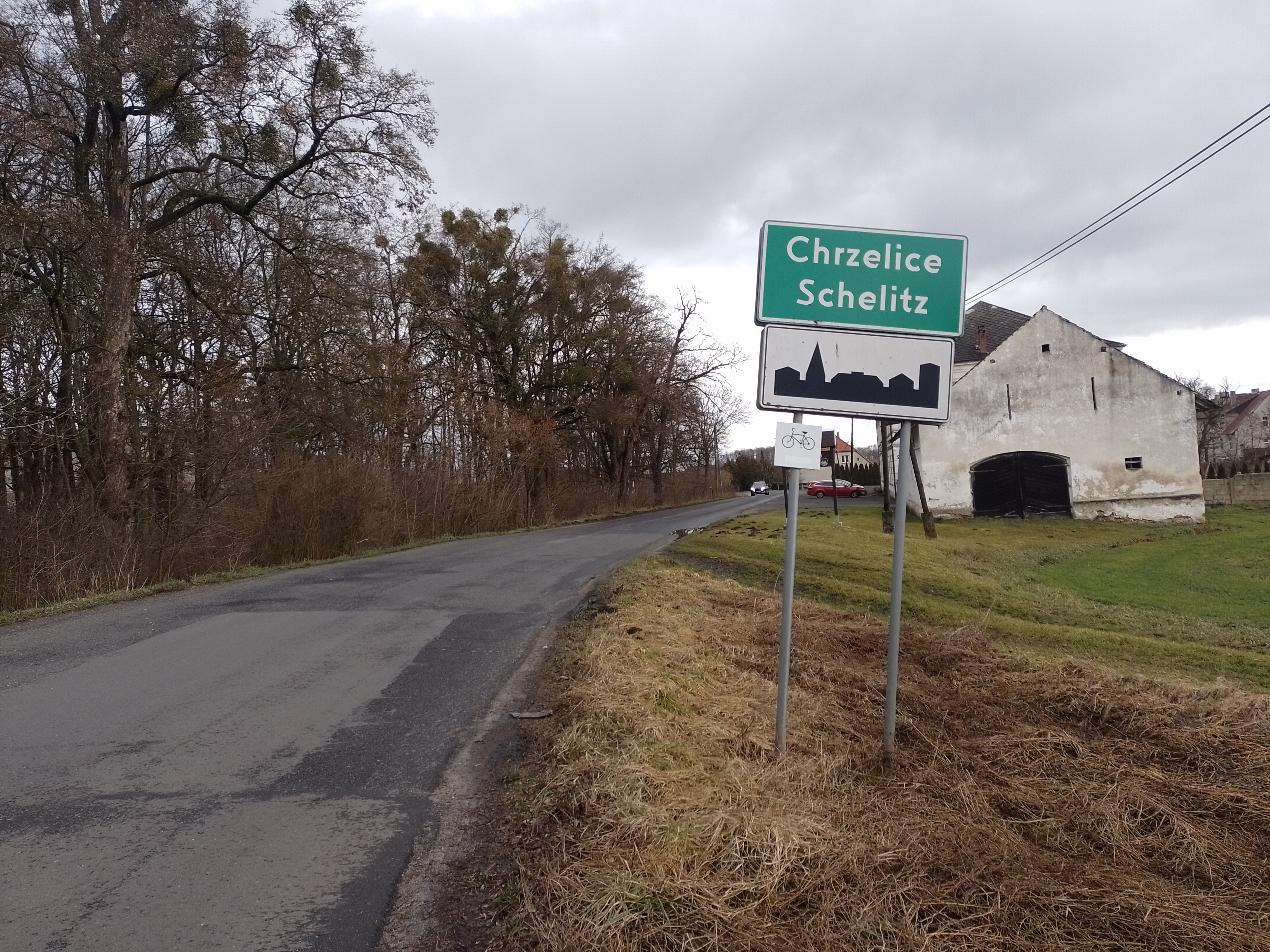
Tablica z podwójną nazwą przed wjazdem do Chrzelic od strony Prudnika

Miejscowość zamieszkiwana jest przez mniejszość niemiecką oraz Ślązaków. Mieszkańcy wsi posługują się gwarą prudnicką, będącą odmianą dialektu śląskiego. Występująca tu odmiana gwary prudnickiej, tzw. „mowa chrzelicka”, charakteryzuje się zamianą ogólnośląskiej dwugłoski „oł”, na „eł”.

### Liczba mieszkańców wsi
- 1871 – 880[47]
- 1885 – 939[48]
- 1905 – 925[49]
- 1910 – 1015[26]
- 1933 – 1035[50]
- 1939 – 1048[50]
- 1940 – 1049[51]
- 1966 – 928[52]
- 1998 – 686[53]
- 2002 – 677[53]
- 2009 – 645[53]
- 2011 – 637[53]
- 2013 – 636[54]

## Zabytki

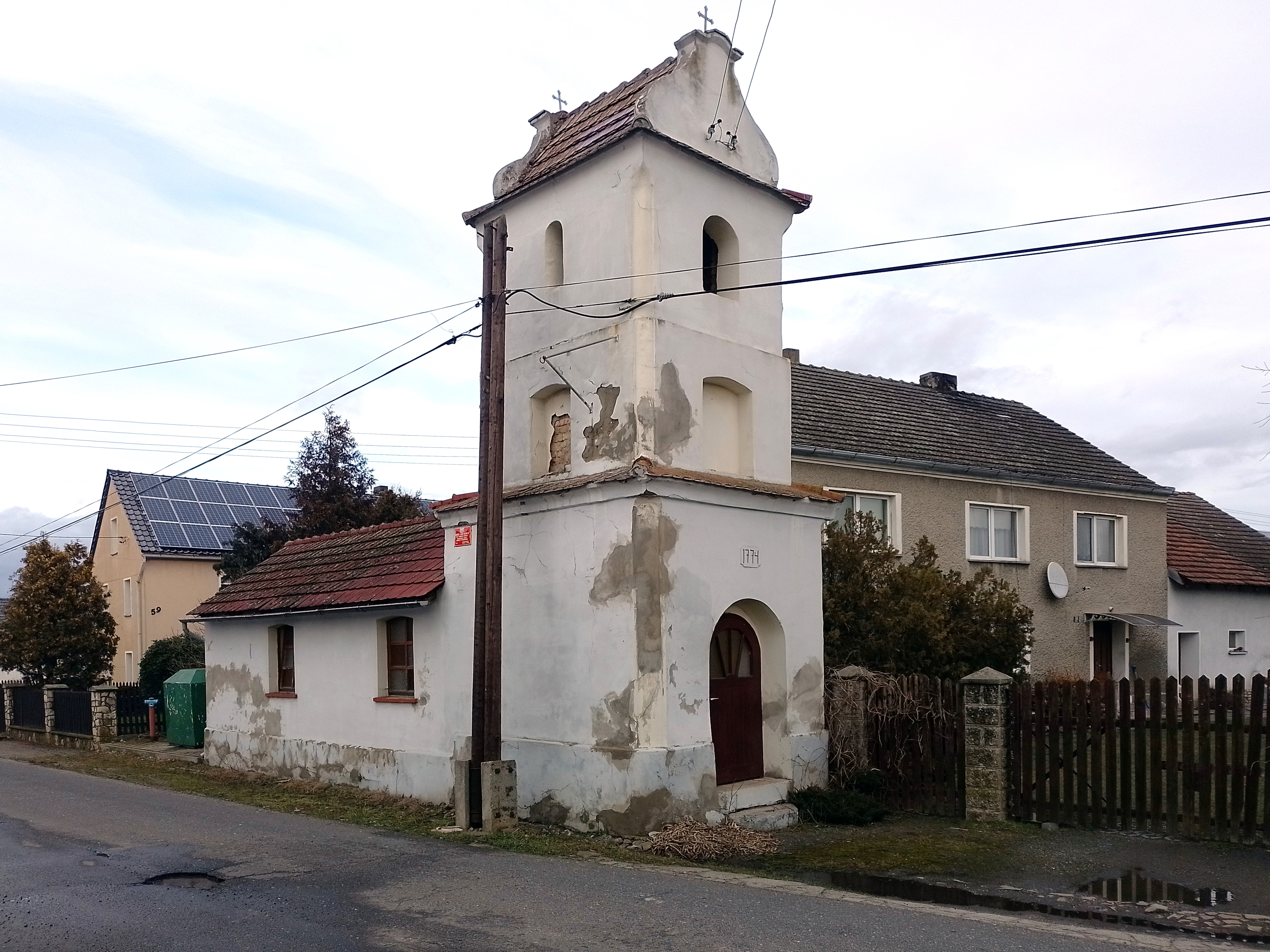
Kaplica z 1774 roku

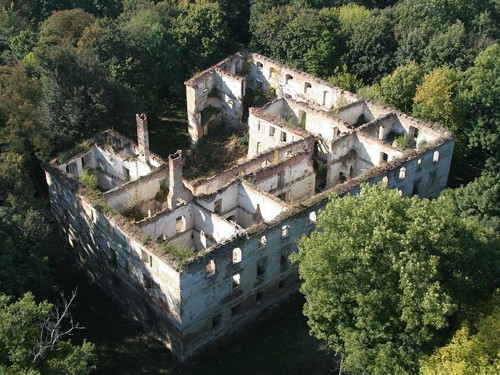
Ruiny zamku z lotu ptaka (2006)

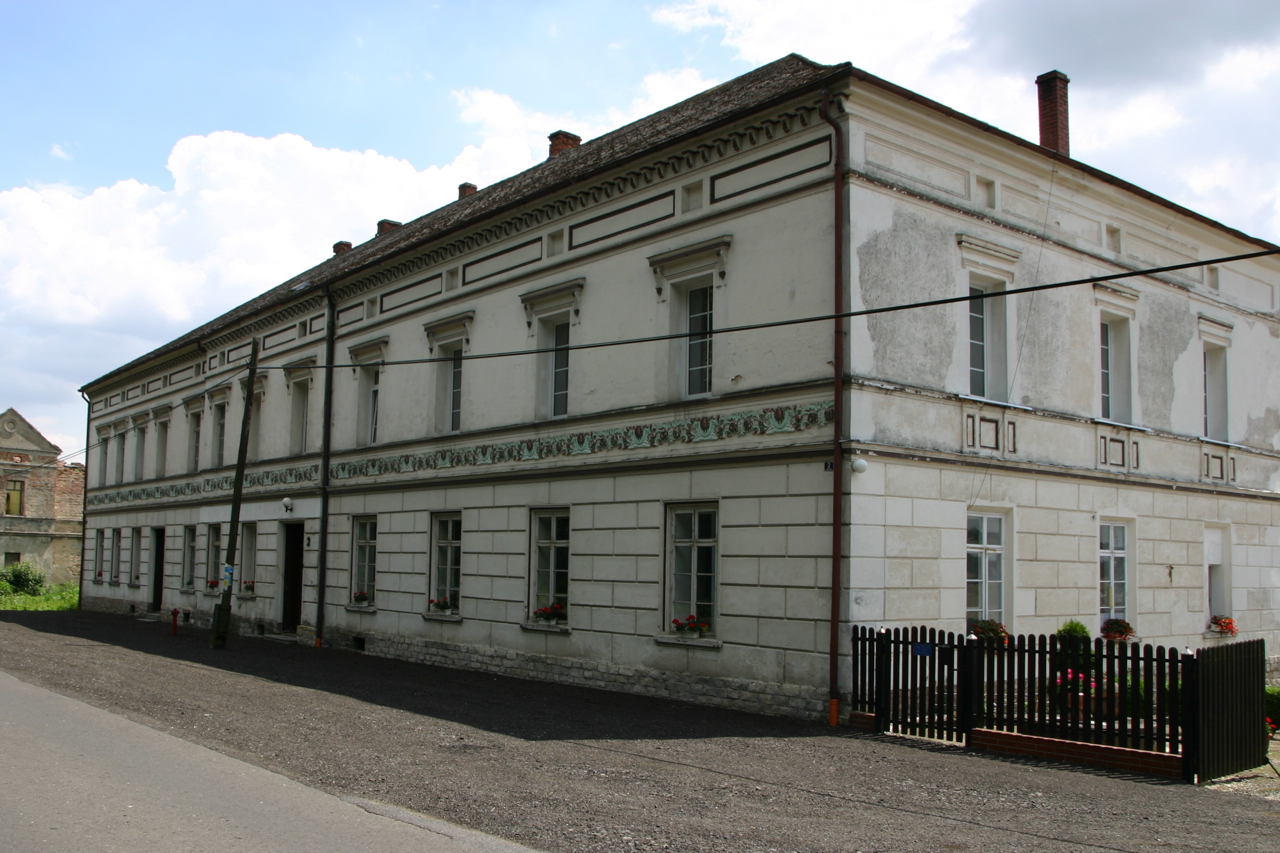
XVIII-wieczna karczma

Do wojewódzkiego rejestru zabytków wpisane są:
- kaplica-dzwonnica, z 1774 roku,
- zespół zamkowy, z XIV/XV w., 1694 r., XIX w.:,
  - zamek gotycki z XIV wieku, otoczony fosą, przebudowany na pałac barokowy, obecnie w ruinie.
  - park krajobrazowy, XIX-wieczny,
- dom nr 88 (wypis z księgi rejestru).

Zgodnie z gminną ewidencją zabytków w Chrzelicach chronione są ponadto:
- układ ruralistyczny wsi
- domy, nr: 2, 3, 15, 175
- zespół budynków leśnictwa „Jeleni Dwór”, na skraju oddz. leśnego nr 94
- zespół budynków gajówki „Śródlesie”, wraz z ogrodzeniem, oddz. leśny nr 80
- most drogowy w ciągu drogi powiatowej, łącznik DW 407 i 414
- przepust drogowy w ciągu drogi powiatowej, łącznik DW 407 i 414
- figura przydrożna (barokowa) św. Floriana na kamiennym postumencie z początku XIX w.

## Gospodarka
W Chrzelicach siedzibę ma firma Dach Majster, zrzeszona w Cechu Rzemieślników i Przedsiębiorców w Prudniku.

## Transport

### Transport drogowy
Przez Chrzelice przebiega droga wojewódzka:
- 414 Prudnik – Opole

W zarządzie Wydziału Drogownictwa Starostwa Powiatowego w Prudniku znajdują się drogi powiatowe: nr 1232O relacji Chrzelice – Łącznik oraz nr 1270O relacji Chrzelice – Jeleni Dwór. Wieś posiada dogodne powiązania komunikacyjne (do Opola – 31 km, do Prudnika – 24 km, do Białej – 14 km).

### Transport autobusowy

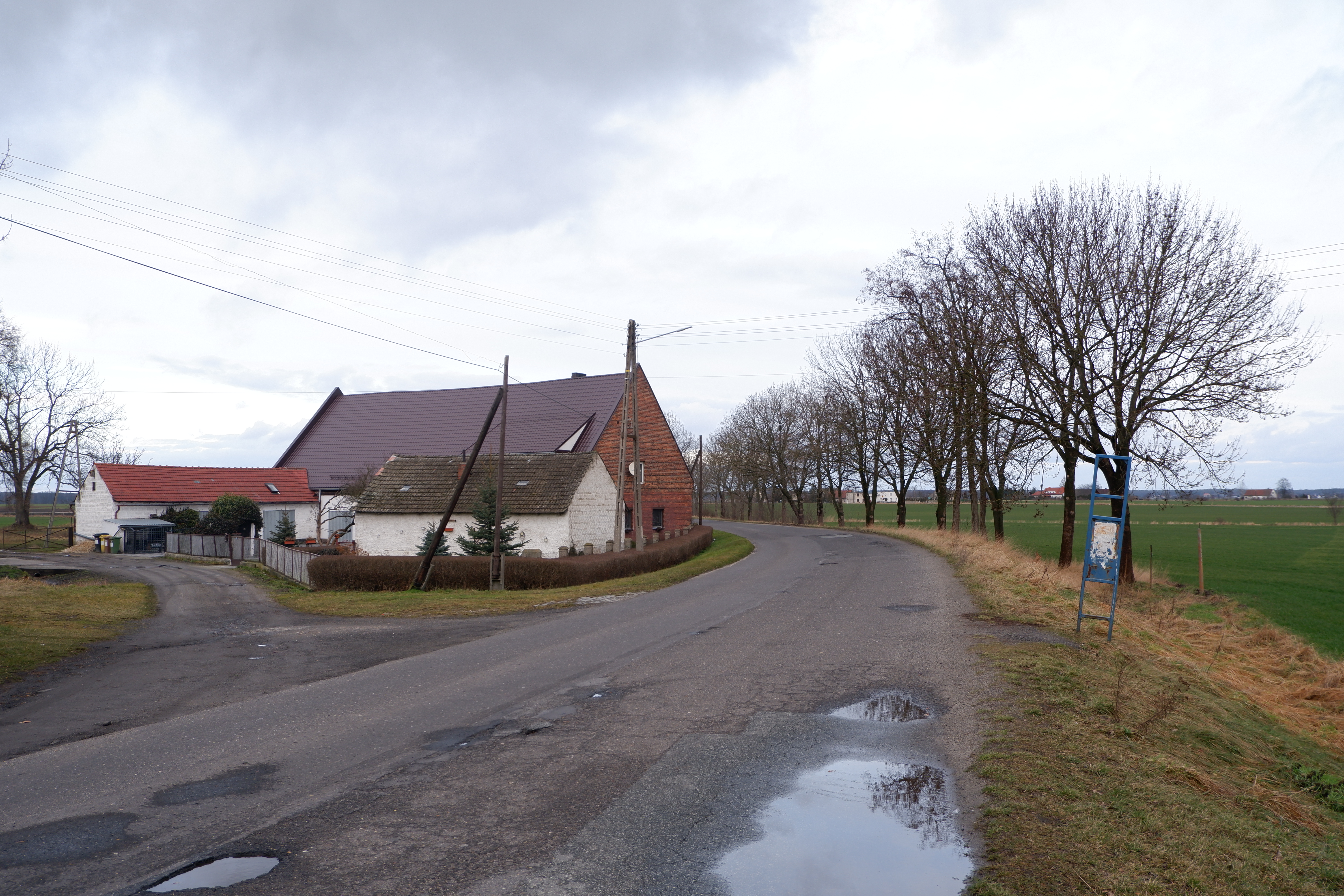
Przystanek autobusowy

Chrzelice posiadają połączenia autobusowe z Białą, Głuchołazami, Opolem, Prudnikiem, Złotnikami. We wsi znajdują się dwa przystanki autobusowe – „Chrzelice”, „Chrzelice II”.
Transport autobusowy w Chrzelicach obsługiwany był przez PKS Prudnik. W 2004 prudnicki PKS został sprywatyzowany z udziałem Connex Polska. W 2008, w wyniku połączenia spółek PKS Connex Prudnik i PKS Connex Kędzierzyn-Koźle, utworzona została spółka Veolia Transport Opolszczyzna, w 2013 przejęta przez Arriva Bus Transport Polska. W 2019 Arriva wycofała się z Prudnika. Wówczas organizacją przewozów pasażerskich w Chrzelicach i okolicy zajęły się ościenne PKS-y. W grudniu 2021 powołano Powiatowo-Gminny Związek Transportu „Pogranicze”, mający na celu poprawę jakości transportu.

## Ośrodki i centra
- Wiejskie Centrum Integracji
- Wiejskie Centrum Kultury i Rekreacji
- Ośrodek Szkolenia Monocyklistów „Ichirinsha”
- Centrum Jujutsu-Aikijujutsu „Kobudo Kenkyukai”

## Organizacje
- Stowarzyszenie Odnowa Wsi Chrzelice
- DFK – Deutscher Freundeskreis
- Koło Gospodyń Wiejskich
- Ludowy Zespół Sportowy (sekcje piłki nożnej i monocyklistów)
- Fundacja Ortus

## Zespoły i grupy
- Chór „Zgoda”
- Zespół młodzieżowy „Ariam”
- Teatrzyk dziecięcy
- Redakcja gazetki „Chrzelice”

## Religia
Katolicy z Chrzelic należą do parafii Nawiedzenia Najświętszej Maryi Panny w Łączniku (dekanat Biała). We wsi znajduje się kaplica św. Urbana.

## Sport

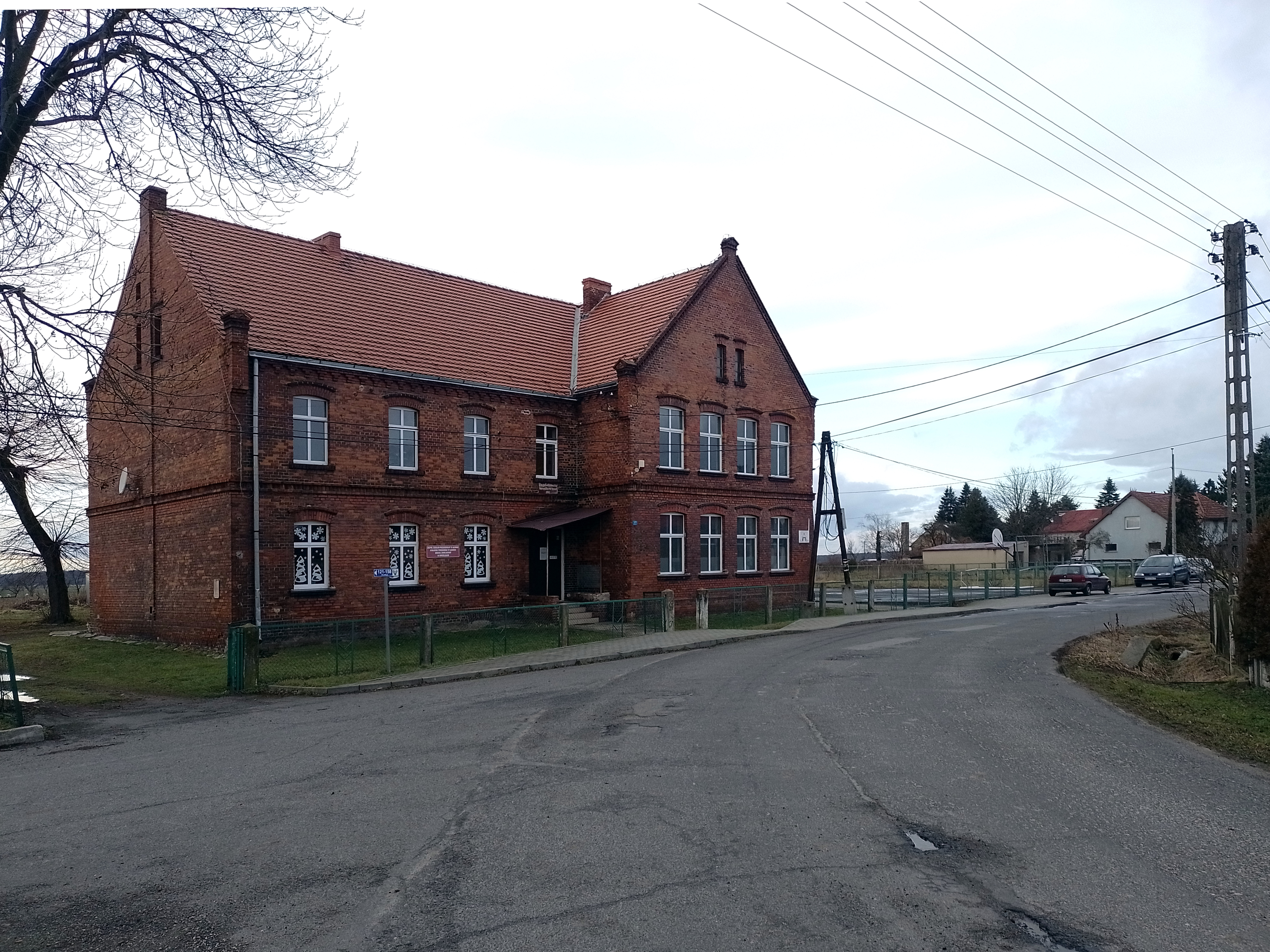
Budynek Wiejskiego Centrum Kultury i Rekreacji – Sakura no Yama So-Honbu Dojo

Sekcja Monocyklistów w Chrzelicach, założona w 1970 przez Rajmunda Murlowskiego, była pierwszą grupą na świecie uprawiającą grę w piłkę ręczną na monocyklach. We wsi funkcjonuje klub sportowy LZS Chrzelice. Klub posiada sekcje piłkarską oraz monocyklową. W 2005, z okazji 60. rocznicy istnienia Podokręgu Związku Piłki Nożnej w Prudniku, klub otrzymał pamiątkowy puchar. W budynku Wiejskiego Centrum Kultury i Rekreacji im. Eryka Murlowskiego znajduje się dojo Sakura no Yama So-Honbu Dojo (jap. 桜の山総本部道場), w którym prowadzone są treningi japońskich sztuk walki – ju-jitsu, iaidō, bōjutsu i yawara. Centrum w Chrzelicach jest przedstawicielem w Polsce organizacji międzynarodowych takich jak Ju-Jitsu International Federation czy CyberBudo. Działa w ramach Stowarzyszenia Kultury Fizycznej w Chrzelicach. We wsi znajduje się także boisko do piłki nożnej.

## Polityka
W Wiejskim Centrum Kultury i Rekreacji w Chrzelicach swoją siedzibę ma Obwodowa Komisja Wyborcza, do której należy sołectwo Chrzelice. W referendum w 2003 mieszkańcy Chrzelic opowiedzieli się za przystąpieniem Polski do Unii Europejskiej.
W wyborach parlamentarnych do Sejmu w 2005, 2007, 2011, 2015 i 2019 we wsi wygrała Mniejszość Niemiecka. W 2023 łącznie większość głosów zdobyły partie: Koalicja Obywatelska, Trzecia Droga, Nowa Lewica.
W wyborach prezydenckich w 2005 mieszkańcy Chrzelic opowiedzieli się za Donaldem Tuskiem, w 2010 i 2015 za Bronisławem Komorowskim, w 2020 za Andrzejem Dudą, a w 2025 za Sławomirem Mentzenem.

## Turystyka
We wsi funkcjonuje gospodarstwo agroturystyczne „U Krzysztofa”. Oddział PTTK „Sudetów Wschodnich” w Prudniku ustanowił turystyczną Odznakę Krajoznawczą Ziemi Prudnickiej, którą zdobywa się poprzez zwiedzenie odpowiedniej liczby obiektów w miejscowościach położonych na ziemi prudnickiej, w tym w Chrzelicach. Przez Chrzelice przebiega trasa Kolarskiego Rajdu Dookoła Ziemi Bialskiej, za przejechanie którego PTTK Prudnik przyznaje odznakę.

### Szlaki rowerowe
Przez Chrzelice prowadzi szlak rowerowy:
- Trasa rowerowa PTTK nr 262-z: Biała – Stare Miasto – Solec – Rostkowice – Gostomia – Nowa Wieś Prudnicka – Urszulanowice – Moszna – Ogiernicze – Łącznik – Chrzelice – Rzymkowice – Pogórze – Frącki – Brzeźnica – Górka Prudnicka – Ligota Bialska – Biała

## Bezpieczeństwo

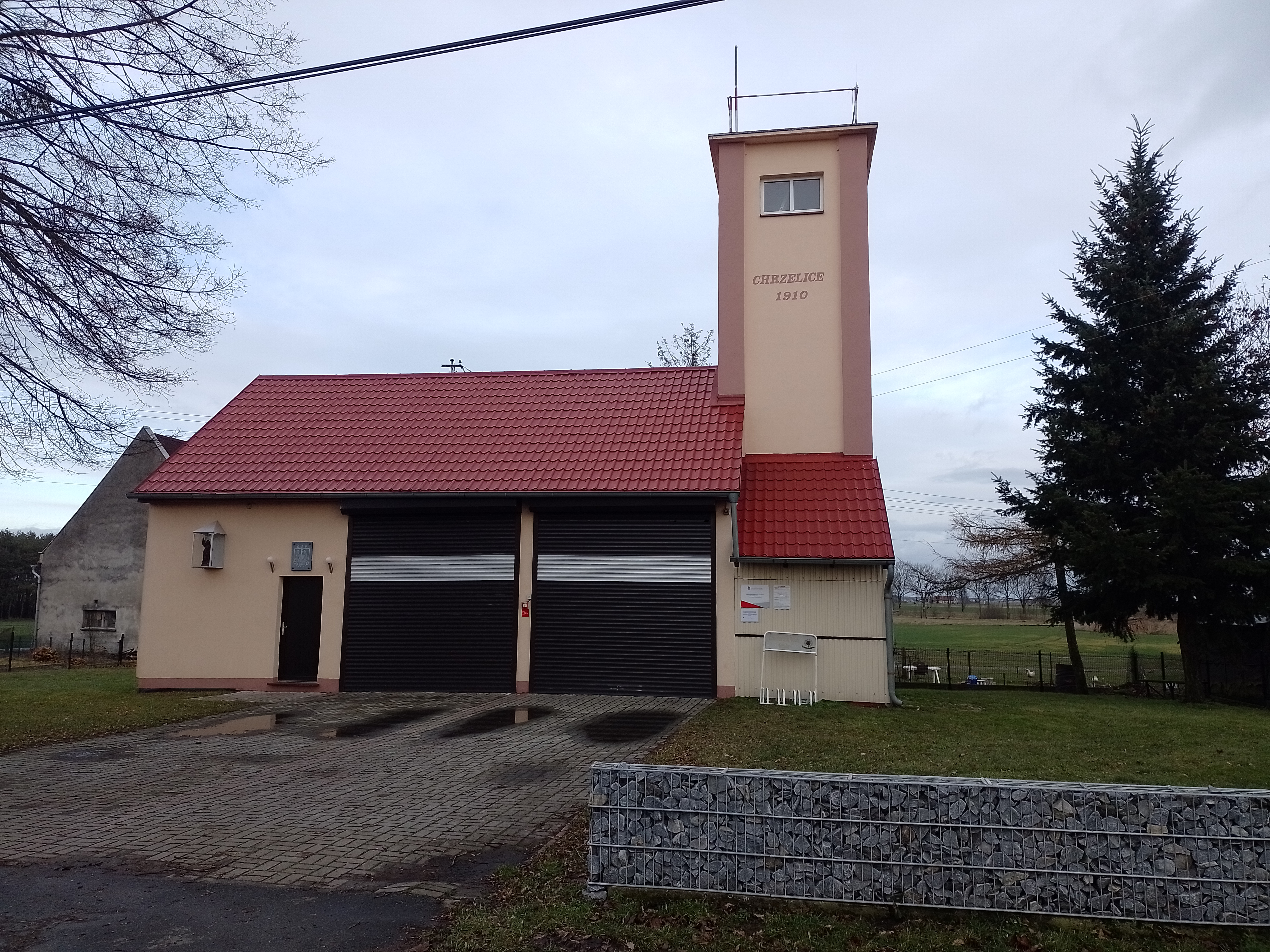
Remiza OSP Chrzelice

W zakresie ochrony przeciwpożarowej oraz innych miejscowych zagrożeń w Chrzelicach działa jednostka Ochotniczej Straży Pożarnej, włączona w krajowy system ratowniczo-gaśniczy.
Miejscowość jest pod opieką dzielnicowego rejonu służbowego nr 15 Komendy Powiatowej Policji w Prudniku (Posterunek Policji w Białej).
Teren wsi, jak i całej gminy Biała, położony jest w strefie nadgranicznej w związku z czym Straż Graniczna dysponuje, na tym obszarze, specjalnymi kompetencjami w zakresie bezpieczeństwa. Gminę Biała obejmuje zasięgiem służbowym placówka Straży Granicznej w Opolu ze Śląskiego Oddziału SG.

## Ludzie związani z Chrzelicami
- Eryk Murlowski (1960–2013) – działacz sportowy, mistrz i propagator wschodnich sztuk walki, pionier monocyklingu w Polsce, zamieszkały w Chrzelicach
- Andrea Rischka (ur. 1991) – wokalistka szlagierowa, zamieszkała w Chrzelicach